# Maggie Castle
Maggie Castle (1983) es una actriz canadiense, conocida mayormente por interpretar a Sara Olson en la película StarStruck de Disney.

## Filmografía
| Año                    | Película                       | Personaje                                | 2010 | Todd and the Book of Pure Evil | Jenny |
| 2013 Blast Vega Olivia | Flying Lessons                 | Shelly                                   | 2010 |                                |       |
| Starstruck             | Sara Olson                     |                                          | 2010 |                                |       |
| 2009                   | The Time Traveler's Wife       | Alicia Abshire                           |      |                                |       |
| 2008                   | Hank and Mike                  | Lena                                     |      |                                |       |
| 2007                   | I'm Not There                  | Otra chica                               |      |                                |       |
| 2007                   | The Mad                        | Amy Hunter                               |      |                                |       |
| 2007                   | Dead Mary                      | Lily                                     |      |                                |       |
| 2007                   | Weirdsville                    | Treena                                   |      |                                |       |
| 2006                   | Arthur                         | Molly (14 episodios, 1997–2006)          |      |                                |       |
| 2006                   | The Woods                      | Tracy                                    |      |                                |       |
| 2006                   | The House                      | Cindy                                    |      |                                |       |
| 2006                   | Between Truth and Lies         | Emily Parker                             |      |                                |       |
| 2006                   | Flirting with Danger           | Jane Heaton                              |      |                                |       |
| 2005                   | Beach Girls                    | Young Stevie                             |      |                                |       |
| 2005                   | The Perfect Man                | Wichita Girl                             |      |                                |       |
| 2004                   | The Grid                       | Cathy                                    |      |                                |       |
| 2003                   | Starhunter                     | Taryn Orford                             |      |                                |       |
| 2003                   | Fast Food High                 | Maya                                     |      |                                |       |
| 2002                   | Edgar & Jane                   | Jane                                     |      |                                |       |
| 2001                   | Vampire High                   | Samantha                                 |      |                                |       |
| 2000                   | Jackie Bouvier Kennedy Onassis | Caroline Kennedy, a los 15 y los 16 años |      |                                |       |
| 1997                   | The Jackal                     | Maggie                                   |      |                                |       |
| 1996                   | Goosebumps                     | Amy Kramer                               |      |                                |       |
| 1995                   | Kids of the Round Table        | Jenny Ferguson                           |      |                                |       |